# Плавник (фільм, 2021)
«Плавник» (англ. Fin) — американський документальний фільм 2021 року режисера Елі Рота. У ньому Рот і група вчених, активістів і дослідників подорожують світом, розповідаючи про вимирання акул. Леонардо Ді Капріо та Ніна Добрев виступають виконавчими продюсерами, а Lionsgate, Pilgrim Media Group і Appian Way Productions займаються продюсуванням, тоді як Discovery+ - дистриб'юцією.
Фільм вийшов 13 липня 2021 року на Discovery+.